# Mirra Alfassa
Mirra Alfassa, gift Morisset och därefter Richard, född 21 februari 1878 i Paris, död 17 november 1973 i Puducherry. Hon är känd som Mor (Mère, Mother) och beskrev sig själv som Sri Aurobindos andliga samarbetspartner. Av hennes organisatoriska förmåga märks följande. 1952 grundade hon i Pondichéry Sri Aurobindo International University Centre som 1959 döptes om till Sri Aurobindo International Centre of Education. 1956 grundade Mirra Alfassa tillsammans med indiern Surendranath Jauhar Sri Aurobindo Ashram i Delhi. 1968 grundade hon staden Auroville vid Koromandelkusten i sydöstra Indien, som en utvidgning av Sri Aurobindo Ashram i Puducherry.